# 36e cérémonie des Saturn Awards
La 36e cérémonie des Saturn Awards, récompensant les films sortis en 2009, les séries télévisées et téléfilms diffusées en 2009 et les professionnels s'étant distingués cette année-là, s'est tenue le 24 juin 2010 à Burbank en Californie.

## Palmarès
Les lauréats sont indiqués ci-dessous en premier de chaque catégorie et en gras.

### Cinéma

#### Meilleur film de science-fiction
- Avatar
  - Le Livre d'Eli (The Book of Eli)
  - Prédictions (Knowing)
  - Moon
  - Star Trek
  - Transformers 2 : La Revanche (Transformers: Revenge of the Fallen)
  - X-Men Origins: Wolverine

#### Meilleur film fantastique
- Watchmen - Les Gardiens (Watchmen)
  - Harry Potter et le Prince de sang-mêlé (Harry Potter and the Half-Blood Prince)
  - Lovely Bones (The Lovely Bones)
  - Hors du temps (The Time Traveler’s Wife)
  - Max et les Maximonstres (Where the Wild Things Are)

#### Meilleur film d'horreur
- Jusqu'en enfer (Drag Me to Hell)
  - The Box
  - Frozen
  - La Dernière Maison sur la gauche (The Last House on the Left)
  - Twilight, chapitre II : Tentation (New Moon)
  - Bienvenue à Zombieland (Zombieland)

#### Meilleur film d'action / aventure / thriller
- Inglourious Basterds
  - 2012
  - Brothers
  - Démineurs (The Hurt Locker)
  - Que justice soit faite (Law Abiding Citizen)
  - The Messenger
  - Sherlock Holmes

#### Meilleur film d'animation
- Monstres contre Aliens (Monstres vs Aliens)
  - Le Drôle de Noël de Scrooge (A Christmas Carol)
  - Fantastic Mr. Fox
  - L'Âge de glace 3 : Le Temps des dinosaures (Ice Age: Dawn of the Dinosaurs)
  - La Princesse et la Grenouille (The Princess and the Frog)
  - Là-haut (Up)

#### Meilleur film international
- District 9 •  Nouvelle-Zélande,  Afrique du Sud
  - L'Imaginarium du docteur Parnassus (The Imaginarium of Doctor Parnassus) •  France,  Canada,  Royaume-Uni
  - Le Silence de Lorna •  Belgique,  France,  Italie,  Allemagne
  - Les Trois Royaumes (赤壁) •  Chine
  - Taken •  France
  - Thirst, ceci est mon sang (박쥐) •  Corée du Sud

#### Meilleure réalisation
- James Cameron pour Avatar
  - J. J. Abrams pour Star Trek
  - Kathryn Bigelow pour Démineurs
  - Neill Blomkamp pour District 9
  - Guy Ritchie pour Sherlock Holmes
  - Zack Snyder pour Watchmen - Les Gardiens
  - Quentin Tarantino pour Inglourious Basterds

#### Meilleur acteur
- Sam Worthington pour Avatar
  - Robert Downey Jr. pour Sherlock Holmes
  - Tobey Maguire pour Brothers
  - Viggo Mortensen pour La Route
  - Sam Rockwell pour Moon
  - Denzel Washington pour Le Livre d'Eli

#### Meilleure actrice
- Zoë Saldaña pour Avatar
  - Catherine Keener pour Max et les Maximonstres
  - Mélanie Laurent pour Inglourious Basterds
  - Alison Lohman pour Jusqu'en enfer
  - Natalie Portman pour Brothers
  - Charlize Theron pour Loin de la terre brûlée

#### Meilleur acteur dans un second rôle
- Stephen Lang pour Avatar
  - Woody Harrelson pour Bienvenue à Zombieland
  - Frank Langella pour The Box
  - Jude Law pour Sherlock Holmes
  - Stanley Tucci pour Lovely Bones (The Lovely Bones)
  - Christoph Waltz pour Inglourious Basterds

#### Meilleure actrice dans un second rôle
- Sigourney Weaver pour Avatar
  - Malin Åkerman pour Watchmen - Les Gardiens
  - Diane Kruger pour Inglourious Basterds
  - Rachel McAdams pour Sherlock Holmes
  - Lorna Raver pour Jusqu'en enfer
  - Susan Sarandon pour Lovely Bones (The Lovely Bones)

#### Meilleur(e) jeune acteur ou actrice
- Saoirse Ronan pour Lovely Bones (The Lovely Bones)
  - Taylor Lautner pour Twilight, chapitre II : Tentation
  - Bailee Madison pour Brothers
  - Brooklynn Proulx pour Hors du temps
  - Max Records pour Max et les Maximonstres
  - Hailee Steinfeld pour True Grit
  - Kodi Smit-McPhee pour La Route

#### Meilleur scénario
- James Cameron pour Avatar
  - Neill Blomkamp et  Terri Tatchell pour District 9
  - Spike Jonze et Dave Eggers pour Max et les Maximonstres
  - Alex Kurtzmanet Roberto Orci pour Star Trek
  - Quentin Tarantino pour Inglourious Basterds
  - Alex Tse et David Hayter pour Watchmen - Les Gardiens

#### Meilleure musique
- James Horner pour Avatar
  - Brian Eno pour Lovely Bones (The Lovely Bones)
  - Michael Giacchino pour Là-haut
  - Taro Iwashiro pour Les Trois Royaumes
  - Christopher Young pour Jusqu'en enfer
  - Hans Zimmer pour Sherlock Holmes

#### Meilleurs costumes
- Michael Wilkinson pour Watchmen - Les Gardiens
  - Colleen Atwood pour Nine
  - Jenny Beavan pour Sherlock Holmes
  - Anna Sheppard pour Inglourious Basterds
  - Jany Temime pour Harry Potter et le Prince de sang-mêlé
  - Tim Yip pour Les Trois Royaumes

#### Meilleurs décors
- Avatar
  - Star Trek
  - Harry Potter et le Prince de sang-mêlé
  - Sherlock Holmes
  - District 9
  - Watchmen - Les Gardiens

#### Meilleur maquillage
- Star Trek
  - District 9
  - L'Imaginarium du docteur Parnassus
  - Le Livre d'Eli
  - Jusqu'en enfer
  - Terminator Renaissance

#### Meilleurs effets visuels
- Avatar
  - Star Trek
  - Harry Potter et le Prince de sang-mêlé
  - District 9
  - Watchmen - Les Gardiens
  - 2012

### Télévision
Note : le symbole «  ♕ » rappelle le gagnant de l'année précédente (si nomination).

#### Meilleure série diffusée sur les réseaux nationaux
- Lost : Les Disparus (Lost) ♕
  - Fringe
  - Chuck
  - Ghost Whisperer
  - Heroes
  - Vampire Diaries (The Vampire Diaries)

#### Meilleure série diffusée sur le câble ou en syndication
- Breaking Bad
  - Battlestar Galactica ♕
  - Dexter
  - The Closer : L.A. enquêtes prioritaires (The Closer)
  - Leverage
  - True Blood

#### Meilleur téléfilm, mini-série ou programme spécial
- Les Enfants de la Terre (Children of Earth) (épisode spécial de Torchwood)
  - La Prophétie de Noël (The End of Time) (épisode spécial de Doctor Who)
  - Alice
  - Le Prisonnier (The Prisoner)
  - Les Tudors (The Tudors)
  - V

#### Meilleur acteur
- Josh Holloway pour Lost : Les Disparus
  - Bryan Cranston pour Breaking Bad
  - Michael C. Hall pour Dexter
  - Matthew Fox pour Lost : Les Disparus
  - Zachary Levi pour Chuck
  - Stephen Moyer pour True Blood
  - David Tennant pour La Prophétie de Noël (épisode spécial de Doctor Who)

#### Meilleure actrice
- Anna Torv pour Fringe
  - Kyra Sedgwick pour The Closer : L.A. enquêtes prioritaires
  - Anna Gunn pour Breaking Bad
  - Evangeline Lilly pour Lost : Les Disparus
  - Jennifer Love Hewitt pour Ghost Whisperer
  - Anna Paquin pour True Blood

#### Meilleur acteur dans un second rôle
- Aaron Paul pour Breaking Bad
  - Michael Emerson pour Lost : Les Disparus
  - John Noble pour Fringe
  - Aldis Hodge pour Leverage
  - Aaron Paul pour Breaking Bad
  - Jeremy Davies pour Lost : Les Disparus
  - Alexander Skarsgård pour True Blood

#### Meilleure actrice dans un second rôle
- Julie Benz pour Dexter
  - Morena Baccarin pour V
  - Gina Bellman pour Leverage
  - Jennifer Carpenter pour Dexter
  - Elizabeth Mitchell pour Lost : Les Disparus
  - Hayden Panettiere pour Heroes

#### Meilleureguest-stardans une série télévisée
- Leonard Nimoy pour Fringe
  - Bernard Cribbins pour La Prophétie de Noël (épisode spécial de Doctor Who)
  - Raymond Cruz pour Breaking Bad
  - Michelle Forbes pour True Blood
  - John Lithgow pour Dexter
  - Mark Pellegrino pour Lost : Les Disparus

### DVD

#### Meilleure édition DVD
- Le Prix du silence (Nothing But the Truth)
  - The House of the Devil
  - Laid to Rest
  - Not Forgotten
  - Pontypool
  - Super Capers
  - Surveillance

#### Meilleure édition spéciale DVD
- Watchmen - Les Gardiens (édition "The Ultimate Cut")
  - 300 (édition "Complete Experience")
  - Blanche-Neige et les Sept Nains (Snow White and the Seven Dwarfs) (blu ray)
  - District 9 (édition double)
  - Terminator 2 : Le Jugement dernier (Terminator 2: Judgement Day) (édition "Skynet")
  - X-Men Origins: Wolverine (double édition spéciale)

#### Meilleure collection DVD
- Star Trek Original Motion Picture Collection comprenant Star Trek, le film (Star Trek: The Motion Picture), Star Trek 2 : La Colère de Khan (Star Trek II: The Wrath of Khan), Star Trek 3 : À la recherche de Spock (Star Trek III: The Search for Spock), Star Trek 4 : Retour sur Terre (Star Trek IV: The Voyage Home), Star Trek 5 : L'Ultime Frontière (Star Trek V: The Final Frontier) et Star Trek 6 : Terre inconnue (Star Trek VI : The Undiscovered Country)
  - Columbia Pictures Film Noir Classics, Volume 1 comprenant Règlement de comptes (The Big Heat), On ne joue pas avec le crime (5 Against the House), The Lineup, Meurtre sous contrat (Murder by Contract) et L'Homme à l'affût (The Sniper)
  - The Hannibal Lector Anthology comprenant Le Sixième Sens (Manhunter), Le Silence des agneaux (The Silence of the Lambs) et Hannibal
  - Hellraiser Boxed Set comprenant Le Pacte (Hellraiser), Hellraiser 2 (Hellraiser : Hellbound) et Hellraiser 3 (Hellraiser III : Hell on Earth)
  - Icons of Sci-Fi: Toho Collection comprenant L'Homme H (美女と液体人間, Bijo to Ekitainingen), Bataille dans l'espace (宇宙大戦争, Uchū Daisensō) et Mothra (モスラ, Mosura)
  - The William Castle Collection comprenant 13 filles terrorisées (13 Frightened Girls), 13 Ghosts, Homicidal (Homicidal, the Story of a Psychotic Killer), La Meurtrière diabolique (Strait-Jacket), The Old Dark House, Mr. Sardonicus, Le Désosseur de cadavres (The Tingler) et Zotz!

#### Meilleure édition DVD d'un programme télévisé
- Lost : Les Disparus (saison 5)
  - Planète Morte (Planet of the Dead) (épisode spécial de Doctor Who)
  - Les Enfants de la Terre (Children of Earth) (épisode spécial de Torchwood)
  - Terminator : Les Chroniques de Sarah Connor (Terminator: The Sarah Connor Chronicles) (saison 2)
  - Nick Cutter et les Portes du temps (Primeval) (volume 2)
  - Life on Mars (saison 1)

### Meilleures productions théâtrales locales

#### Fantasy / Musical
- Mary Poppins (Ahmanson Theatre)

#### Dramatic Musical
- Parade (Mark Taper Forum)

#### Petits théâtres
- Fellowship (Falcon Theatre)

### Prix spéciaux

#### Visionary Award
- James Cameron

#### George Pal Memorial Award
- Roberto Orci et Alex Kurtzman

#### Life Career Award
- Irvin Kershner

#### Producers Showcase Award
- Lauren Shuler Donner

## Nominations multiples
- 10 nominations: Avatar
- 8 nominations: Sherlock Holmes
- 7 nominations: Inglourious Basterds et Watchmen - Les Gardiens
- 6 nominations: District 9 et Star Trek
- 5 nominations: Jusqu'en Enfer et Lovely Bones
- 4 nominations: Brothers, Harry Potter et le Prince de sang-mêlé et Max et les maximonstres
- 3 nominations: Le Livre d'Eli et Les Trois Royaumes
- 2 nominations: 2012, The Box, Démineurs, L'Imaginarium du docteur Parnassus, Moon, La Route, Hors du temps, Twilight, chapitre II : Tentation, Là-haut et Bienvenue à Zombieland